# Batalha de Amorgos (1312)
A Batalha de Amorgos ocorreu em 1312 entre as frotas dos Cavaleiros Hospitalários e do Beilhique de Mentexe dos turcos. A batalha foi uma vitória hospitalária, mas ambos os lados sofreram pesadas baixas.

## Antecedentes
Após sua conquista de rodes, que eles fizeram sua base de operações, os Cavaleiros Hospitalários rapidamente assumiram ações militares nas águas do mar Egeu. Seus alvos não foram apenas os navios turcos, mas também navios genoveses conduzindo comércio com o Sultanato Mameluco do Egito em detrimento de um embargo de tais atividades feito pelo papa, mesmo embora os genoveses auxiliaram os hospitalários em sua captura de Rodes. Quando os genoveses enviaram um emissário para Rodes para exigir a libertação dos navios em 1311, os cavaleiros se recusaram. Em retaliação, os genoveses deram 50 000 florins de ouro para Maçude, emir de Mentexe, para atacar os cavaleiros.

## Batalha
Maçude capturou vários mercadores ródios no continente, e galés genovesas e turcas começaram a atacar os navios hospitalários. Em 1312, contudo, a frota hospitalar conseguiu interceptar a frota de Mentexe na ilha de Amorgos. Os turcos haviam aportado na ilha, e os hospitalares incendiaram todos os 23 navios inimigos, e avançaram para atacar os turcos. Segundo uma crônica do século XV, mais de 800 turcos foram mortos, mas os hospitalários também tiveram altas baixas, com 57 cavaleiros e 300 infantes sendo mortos. Uma carta contemporânea de um embaixador aragonês para o Concílio de Viene, contudo, menciona 1 500 turcos e 75 cavaleiros mortos. No rescaldo da batalha, os hospitalários capturaram Cós e castelos no continente, provavelmente a costa de Mentexe.